# Юліан Філіпеску
Юліан Філіпеску (рум. Iulian Filipescu, нар. 29 березня 1974, Слатіна) — румунський футболіст, що грав на позиції захисника.
Насамперед відомий виступами за клуби «Галатасарай» та «Реал Бетіс», а також національну збірну Румунії.
Чотириразовий чемпіон Румунії. Дворазовий володар Кубка Румунії. Триразовий чемпіон Туреччини. Володар Кубка Туреччини. Чемпіон Швейцарії. Володар Кубка Швейцарії. 

## Клубна кар'єра
У дорослому футболі дебютував 1992 року виступами за команду клубу «Стяуа», в якій провів чотири сезони, взявши участь у 112 матчах чемпіонату. За цей час чотири рази виборював титул чемпіона Румунії, ставав володарем Кубка Румунії.
Своєю грою за цю команду привернув увагу представників тренерського штабу клубу «Галатасарай», до складу якого приєднався 1996 року. Відіграв за стамбульську команду наступні три сезони своєї ігрової кар'єри. За цей час додав до переліку своїх трофеїв три титули чемпіона Туреччини, ставав володарем Кубка Туреччини.
Згодом з 1999 по 2006 рік грав у складі команд клубів «Реал Бетіс» та «Цюрих». Протягом цих років додав до переліку своїх трофеїв титул чемпіона Швейцарії, ставав володарем Кубка Швейцарії.
Завершив професійну ігрову кар'єру у клубі «Дуйсбург», за команду якого виступав протягом 2006—2008 років.

## Виступи за збірну
У 1996 році дебютував в офіційних матчах у складі національної збірної Румунії. Протягом кар'єри у національній команді, яка тривала 8 років, провів у формі головної команди країни 52 матчі, забивши 1 гол.
У складі збірної був учасником чемпіонату Європи 1996 року в Англії, чемпіонату світу 1998 року у Франції, чемпіонату Європи 2000 року у Бельгії та Нідерландах.

## Титули і досягнення
- Чемпіон Румунії (5):

«Стяуа»:  1992–93, 1993–94, 1994–95, 1995–96, 1996–97
- Володар Кубка Румунії (2):

«Стяуа»:  1991–92, 1995–96
- Володар Суперкубка Румунії (2):

«Стяуа»:  1994, 1995
- Чемпіон Туреччини (3):

«Галатасарай»:  1996–97, 1997–98, 1998–99
- Володар Кубка Туреччини (1):

«Галатасарай»: 1998–99
- Володар Суперкубка Туреччини (2):

«Галатасарай»: 1996, 1997
- Чемпіон Швейцарії (1):

«Цюрих»:  2005–06
- Володар Кубка Швейцарії (1):

«Цюрих»:  2004-05